# إرنست ليونارد جونسون
إرنست ليونارد جونسون (بالإنجليزية: Ernest Leonard Johnson)‏ هو عالم فلك جنوب أفريقي، ولد في 28 ديسمبر 1891، وتوفي في 1977.